# Сноу, Джон Уильям
Джон Уи́льям Сно́у (англ. John William Snow; род. 2 августа 1939, Толидо, штат Огайо, США) — американский экономист и государственный деятель. Бывший министр финансов США. Был назначен на этот пост в начале 2003 года президентом США Джорджем Бушем-младшим, пообещавшим вдвое сократить государственный долг. Спустя несколько лет после назначения Сноу вступил в конфликт с администрацией Буша из-за проводимой ею экономической политики. Весной 2006 года был отправлен в отставку.

## Биография
Джон Сноу родился 2 августа 1939 года в Толидо, штат Огайо. В 1962 году получил степень бакалавра в Толидском университете, в 1965 — доктора философии по экономике в Университете Вирджинии, где его руководителями были два нобелевских лауреата. В 1967 году Сноу окончил юридический факультет Университета Джорджа Вашингтона. Затем он преподавал экономику в Университете Вирджинии, Мэриленда, а также право — в Университете Джорджа Вашингтона.
В 1972—1976 годах работал в Министерстве транспорта США, занимая там посты помощника по связям с правительством, заместителя помощника по правилам, планированию и международным отношениям, вице-заместителя (Deputy Undersecretary) министра, администратора Национального управления по безопасности движения на автострадах.
С 1977 году вице-президент, с 1985 года президент корпорации CSX. Эта корпорация является одной из крупнейших транспортных компаний США. Она владеет сетью железных дорог, портовыми терминалами, осуществляет комплексное транспортное обслуживание с доставкой грузов в более чем 70 странах мира. За почти 20 лет, которые Сноу руководил CSX, финансовые показатели деятельности корпорации значительно улучшились.
В 1992 году Сноу был избран сопредседателем Национальной комиссии по реформированию финансовых институтов, их восстановлению и регулированию их деятельности (англ. National Commission on Financial Institution Reform, Recovery and Enforcement). Эта комиссия занималась выработкой рекомендаций после финансового кризиса в США, затронувшего сбережения и займы граждан.
С 1994 по 1996 год Сноу возглавлял Деловой круглый стол (англ. Business Roundtable) — организацию, объединяющую глав 250 крупнейших американских компаний. В этом качестве он поддержал принятие Североамериканского соглашения о свободной торговле.
13 января 2003 года президент США Джордж Буш-младший предложил кандидатуру Сноу на пост главы министерства финансов. 30 января 2003 года Сенат США единогласно одобрил это предложение, и 3 февраля 2003 года Сноу стал министром финансов США.
В открытый конфликт с Бушем Сноу вступил в конце 2005 года, когда в очередной раз начал призывать Сенат к увеличению потолка заимствований. Необходимость в новых заемных средствах весной 2006 года вызвала резкую критику конгрессменов, относящих её на счет неэффективной экономической политики президента США.
В апреле 2006 года в СМИ появились сообщения о том, что Сноу готов уйти в отставку, как только Буш найдет ему замену. Появление этих сообщений связывают с назначением Бушем нового начальника аппарата правительства. Сноу вскоре ушел в отставку, его преемником на посту министра финансов США стал Генри Полсон.